# Crest Mountain
Crest Mountain är ett berg i Kanada.   Det ligger i provinsen British Columbia, i den sydvästra delen av landet, 3 700 km väster om huvudstaden Ottawa. Toppen på Crest Mountain är 1 566 meter över havet, eller 338 meter över den omgivande terrängen. Bredden vid basen är 3,9 km.
Terrängen runt Crest Mountain är huvudsakligen bergig, men norrut är den kuperad.Trakten runt Crest Mountain är nära nog obefolkad, med mindre än två invånare per kvadratkilometer.. Det finns inga samhällen i närheten.
I omgivningarna runt Crest Mountain växer i huvudsak barrskog.